# Microporella madiba
Microporella madiba är en mossdjursart som beskrevs av Florence, Hayward och Gibbons 2007. Microporella madiba ingår i släktet Microporella och familjen Microporellidae. Inga underarter finns listade i Catalogue of Life.